# Lê Niệm
Lê Niệm (chữ Hán: 黎念, ? - 1485), là nhà chính trị, quân sự cao cấp của Đại Việt thời Lê. Ông quê ở xã Duy Trinh, huyện Thuần Hựu, là con trai của tướng Lê Lâm, cháu trai của Trung Túc Vương Lê Lai – một trong những anh hùng khởi nghĩa Lam Sơn. Ông làm quan trải 4 triều vua, Lê Thái Tông, Lê Nhân Tông, Lê Nghi Dân, Lê Thánh Tông; tham gia lật đổ vua Lê Nghi Dân lập vua Lê Thánh Tông.
Lê Niệm lập nhiều công lao từ triều trước, dưới triều vua Lê Thánh Tông ông làm chức phụ tướng, nắm quyền ngôn luận của nhà nước trong 30 năm. Mấy lần đem quân đi đều lập công lớn, uy đức, danh vọng nổi bật. Là người thanh danh trọn vẹn, hưởng phúc đầy đủ trong triều đình, được cả đương thời khen ngợi.

## Tiểu sử
Ông nội của Lê Niệm là Trung túc Vương Lê Lai có ba người con trai, Lê Lư, Lê Lộ và Lê Lâm, đều có tài năng. Vua Lê Thái Tổ hết sức chăm sóc, coi họ như con.
Cha Lê Niệm, là Lê Lâm theo vua Thái Tổ bình định quân Minh, lập dược công. Năm Thuận Thiên thứ nhất, được trao chức Thứ thủ quân Thiết đột. Trong những người theo vua khó nhọc ở Lũng Nhai lập nên công trạng; Lê Lâm đứng hàng thứ 3, trao hàm Trung Lượng đại phu Câu Kiềm vệ tướng quân, tước Thượng Trí tự Suy trung Đồng đức Hiệp mưu bảo chính công thần. Năm 1430 làm tiên phong đánh quân Ai Lao, đuổi theo quân Ai Lao, bị trúng chông độc mà chết.
Lê Niệm từ nhỏ đã thông minh; chí khí hơn người, văn võ đều giỏi, nhà nghèo, quê ở xã Duy Tinh, huyện Thuần Hựu.

## Sự nghiệp

### Triều vua Lê Thái Tông
Nhờ tập ấm của cha là Lê Lâm, dưới triều vua Lê Thái Tông, năm 1439 ông được làm chức Cận thị cục chánh chưởng.

### Triều vua Lê Nhân Tông
Năm 1446, niên hiệu Thái Hòa, ông được thăng làm Thiêm tri nội phiên viện sự, theo Lê Thụ đi đánh Chiêm Thành, làm chức Kỷ lục.
Lần viễn chinh này, quân Đại Việt thắng nhiều trận, bắt được vua Chiêm là Bí Cai, các phi tần,..của nước Chiêm. Ông làm chức Đồng tri sau khi đánh trận về.
Năm 1449, lại làm chức An phủ phó sứ Tây đạo, sau thăng làm An bang trấn Tuyên úy đại sứ, ông dâng vua bài biểu tạ ơn.

### Tham gia lật đổ vua Lê Nghi Dân
Năm 1459, Lê Nghi Dân làm binh biến lật đổ ngôi vua, đặt niên hiệu là Thiên Hưng. Các đại thần Đỗ Bí, Lê Ngang, Lê Thụ, Lê Ê bí mật lật đổ vua Thiên Hưng, nhưng không thành nên tất cả đều bị giết. Lê Niệm lúc đó đang giữ chức Xa kỵ đồng tổng tri chư quân sự vụ
Tháng 6, năm Tân Hợi (1460)các đại thần Nguyễn Xí, Đinh Liệt, Lê Lăng, Lê Niệm,...làm binh biến, phế truất Lê Nghi Dân làm Lệ Đức hầu, sau đó họ trao cho một dải lụa, bắt phải thắt cổ chết, lập hoàng tử Tư Thành lên ngôi, tức vua Lê Thánh Tông

### Triều vua Lê Thánh Tông
Ngày 26 tháng 6 năm 1460, tức năm Quang Thuận thứ nhất, do công lao lập vua, ông được phong là Suy trung Bảo chính công thần, Tân An trấn thủ quân thượng tướng quân Sùng tiến Nhập nội tư mã, Tham dự triều chính, tri ngự tiền các quân, ban túi kim ngư, ngân phù (ấn bạc) tước Đình Thượng hầu, ban quốc tính họ Lê.
Vua Thánh Tông ban bài chế cho ông, vinh phong làm Á tướng; ban tước Nguyên hầu. Kiêm quyền lớn chỉ huy quân Cấm vệ, sánh ngang công thần trong họ vua.
Sau đó ông được thăng làm Thái bảo, phong tước Kỳ Sơn hầu. Tháng 10 bàn định công lao đưa vua lên ngôi, thăng tước Kỳ quận công, ban cho 200 mẫu ruộng thế nghiệp.
Năm 1462, ông được gia hàm Nhập nội đô đốc Bình chương sự tri Đông đạo chư vệ quân kiêm sung Quốc tử giám tế tửu.
Thời bấy giờ, con trai Nguyễn Xí là Đô đốc Nguyễn Sư Hồi làm thư nặc danh vứt ở ngoài đường, truyền đến tai vua, muốn lật đổ Lê Niệm và Nguyễn Lỗi. Thơ chưa kịp thi hành, mưu bị lộ, mọi người xin vua trị tội Nguyễ Sư Hồi. Vua Thánh Tông không trị tội Nguyễn Sư Hồi vì cha là Nguyễn Xí có công to, ban sắc an ủi Lê Niệm, Nguyễn Lỗi.
Năm 1463, ông được sung vào chức Đề điệu thi Hội.
Năm 1467, khi Lê Thánh Tông đi Tây Kinh (Thanh Hóa), sai ông làm Lưu thủ Đông Kinh - ở lại trấn thủ kinh thành. Sau đó ông lại được thăng làm Bình chương quân quốc trọng sự.
Năm 1470, Lê Thánh Tông đem 25 vạn quân đi đánh Chiêm Thành, cử ông là Chinh lỗ phó tướng quân, cùng Đinh Liệt chỉ huy quân thủy đi trước. Đầu năm 1471, quân Đại Việt tiến vào đất Chiêm, đánh chiếm kinh thành Đồ Bàn, bắt vua Chiêm là Trà Toàn. Trở về kinh đô, ông được phong làm Bình khấu tướng quân, ban thực ấp 300 hộ. Quân Chiêm tập hợp lại dưới quyền Trà Toại, lại quấy phá biên giới, ông được lệnh cùng Trịnh Công Lộ mang 3 vạn quân Thanh - Nghệ - Thuận Hóa đi đánh, bắt được Trà Toại mang về kinh.
Năm 1472, Lê Niệm đóng quân ở làng Thiên trì, được Vua Lê Thánh Tông giao chỉ huy đắp đê Hồng Đức bao quanh tổng Thổ Mật và Yên Mô.
Năm 1479, ông mang quân đánh nước Bồn Man, vua Bồn Man bỏ chạy. Lê Niệm đuổi theo đến biên giới Miến Điện mới quay về.
Năm 1482, vua gia phong ông làm Suy trung Bảo chính Minh nghĩa Hồng Đức Thuần Tín công thần khai phủ Thái phó Tĩnh quốc công.

## Qua đời
Tháng 3 năm 1485, ông mất, không rõ bao nhiêu tuổi, được truy tặng làm Thái úy, thụy là Trinh Ý.

## Nhận định
Sử gia Lê Quý Đôn viết trong sách Đại Việt thông sử:
| “            | Lê Niệm vì là dòng dõi công thần, có công từ triều trước, làm chức phụ tướng, nắm quyền ngôn luận của nhà nước trong 30 năm. Mấy lần đem quân đi đều lập công lớn, uy đức, danh vọng nổi bật. Là người thanh danh trọn vẹn, hưởng phúc đầy đủ trong điều trình, được cả đương thời khen ngợi. Ông có học vấn, giỏi thơ. Vua Thánh Tông mỗi khi có làm thơ đề vịnh, thường bảo ông họa lại. Nhà ông ở gọi là Thuyền Hiên, là có ý hâm mộ phong cách của Đào Chu Công. Thân ở lang miếu mà nếp sống thanh đạm phơi phới thoát trần. Người ta phục sự thanh cao của ông. Lương Như Hộc tuyển thơ có chép 25 bài của ông. | ” |
| — Lê Quý Đôn | |   |

| “                                               | Lê Niệm là người khí độ trầm hùng, vốn thông minh sáng suốt. Dòng dõi công huân, đáng nòi trung nghĩa | ” |
| — Bài chế của vua Lê Thánh Tông ban cho Lê Niệm | |   |

## Các con
Lê Niệm có 25 người con. Trong số 15 người con trai thì 3 người tước hầu, 2 người tước bá; 2 người làm tả đô đốc, 1 người làm thượng thư. Trong đó, những người có công tích nổi bật nhất là:
- Con thứ 2 là Lê Chí, có công đánh Chiêm Thành, bắt được chúa Chiêm Trà Toại, về kinh sư được phong Bình Lương bá, sang năm 1487 tấn phong Bình Lương hầu, trong triều Thánh Tông ông dần dần lên chức Thái bảo. Về sau có công phò Lê Hiến Tông lên ngôi, phong Quỳnh quận công, không lâu sau thì mất. Đến năm 1505, được truy làm Hoài quốc công.
- Con thứ 4 là Lê Khủng, đi đánh Chiêm Thành tử trận, được truy tặng Thái bảo, Thuần quận công.
- Con thứ 5 là Lê Ý, cũng có công đánh Chiêm Thành, được phong Đô đốc, tước Diên Trực hầu. Về sau tấn phong Diên quận công.[19]

## Thờ phụng
Lê Niệm được lập đền thờ tại xã Yên Mạc, Yên Mô, Ninh Bình, được xếp hạng di tích quốc gia. Đối với dân vùng Yên Mô - Ninh Bình, trong thời gian đóng quân ở làng Thiên Trì, ông đã chỉ huy đắp đê Hồng Đức bao quanh tổng Thổ Mật và Yên Mô (Thuộc các làng Yên Mô Thượng, Thiên trì, Yên Mô Càn, Côi Trì... Ông được Lê Thánh Tông phong chức Thái phó và cấp 200 mấu ruộng ở làng Thiên Trì (nay là làng Phượng Trì) ở chân núi Voi. Sau khi đắp đê Hồng Đức, phía trong đê là cách đồng bằng phẳng, phì nhiêu bát ngát. Nhân dân Thiên Trì nhớ công ơn to lớn của ông đã tôn ông làm Thành hoàng làng.